# Campeonato Europeu de Futebol de 2020 – Grupo B
O grupo B do Campeonato Europeu de Futebol de 2020, décima sexta edição desta competição organizada quadrienalmente pela União das Federações Europeias de Futebol (UEFA), reunirá as seleções da Dinamarca, Finlândia, Bélgica e Rússia. Os componentes deste grupo foram definidos por sorteio realizado em 30 de novembro de 2019 no Romexpo, Bucareste.

## Equipes
Em negrito estão as edições em que a seleção foi campeã em em itálico estão as edições em que a seleção foi anfitriã.
| #  | País         | Método de qualificação | Data de qualificação   | Participações                                                         |
| -- | ------------ | ---------------------- | ---------------------- | --------------------------------------------------------------------- |
| B1 | Dinamarca    | Grupo D (vice-campeã)  | 18 de novembro de 2019 | 08 (1964, 1984, 1988, 1992, 1996, 2000, 2004, 2012)                   |
| B2 | Finlândia    | Grupo J (vice-campeã)  | 15 de novembro de 2019 | Estreante                                                             |
| B3 | Bélgica      | Grupo I (campeã)       | 10 de outubro de 2019  | 05 (1972, 1980, 1984, 2000, 2016)                                     |
| B4 | Rússia[a][b] | Grupo I (vice-campeã)  | 13 de outubro de 2019  | 11 (1960, 1964, 1968, 1972, 1988, 1992, 1996, 2004, 2008, 2012, 2016) |

Notas
- [a]: A Rússia competiu no período de 1960–92 como URSS.
- [b] A Rússia está sendo investigada pela WADA e pode ser banida do esporte (e sucessivamente da Euro) por quatro anos, devido a questões anti-doping, porém, é possível que São Petersburgo ainda receba o Torneio[2]

## Estádios
Os jogos do grupo B serão disputados nos estádios localizados nas cidades de Copenhaga e São Petersburgo.
| Estádio Parken     | Estádio Krestovsky |
| Capacidade: 38.065 | Capacidade: 68.134 |
|                    |                    |
| B1, B4, B5         | B2, B3, B6         |

## Classificação
| Pos | Equipe        | Pts | J | V | E | D | GP | GC | SG | Classificado          |
| --- | ------------- | --- | - | - | - | - | -- | -- | -- | --------------------- |
| 1   | Bélgica       | 9   | 3 | 3 | 0 | 0 | 7  | 1  | +6 | Equipes classificadas |
| 2   | Dinamarca (H) | 3   | 3 | 1 | 0 | 2 | 5  | 4  | +1 | Equipes classificadas |
| 3   | Finlândia     | 3   | 3 | 1 | 0 | 2 | 1  | 3  | −2 | Eliminado             |
| 4   | Rússia (H)    | 3   | 3 | 1 | 0 | 2 | 2  | 7  | −5 | Eliminado             |

1. 1 2 3  Empatado em pontos de confronto direto (3). Saldo de gols no confronto direto: Dinamarca +2, Finlândia 0, Rússia -2.

## Jogos

### Primeira rodada

#### Dinamarca vs Finlândia
| 12 de junho de 2021 | Dinamarca | 0 – 1     | Finlândia      | Estádio Parken, Copenhaga                   |
| 18:00 (UTC+2)       |           | Relatório | Pohjanpalo 60' | Público: 15 200 Árbitro: ENG Anthony Taylor |

#### Bélgica vs Rússia
| 12 de junho de 2021 | Bélgica                       | 3 – 0     | Rússia | Estádio Krestovsky, São Petersburgo              |
| 22:00 (UTC+3)       | Lukaku 10', 88' · Meunier 34' | Relatório |        | Público: 26 264 Árbitro: ESP Antonio Mateu Lahoz |

### Segunda rodada

#### Finlândia vs Rússia
| 16 de junho de 2021 | Finlândia | 0 – 1     | Rússia          | Estádio Krestovsky, São Petersburgo         |
| 16:00 (UTC+3)       |           | Relatório | Miranchuk 45+2' | Público: 24 540 Árbitro: NED Danny Makkelie |

#### Dinamarca vs Bélgica
| 17 de junho de 2021 | Dinamarca  | 1 – 2     | Bélgica                       | Estádio Parken, Copenhaga                  |
| 18:00 (UTC+2)       | Poulsen 2' | Relatório | T. Hazard 55' · De Bruyne 70' | Público: 23 395 Árbitro: NED Björn Kuipers |

### Terceira rodada

#### Rússia vs Dinamarca
| 21 de junho de 2021 | Rússia           | 1 – 4     | Dinamarca                                                 | Estádio Parken, Copenhaga                   |
| 21:00 (UTC+2)       | Dzyuba 70' (pen) | Relatório | Damsgaard 38' · Poulsen 59' · Christensen 79' · Mæhle 82' | Público: 23 644 Árbitro: FRA Clément Turpin |

#### Finlândia vs Bélgica
| 21 de junho de 2021 | Finlândia | 0 – 2     | Bélgica                          | Estádio Krestovsky, São Petersburgo      |
| 22:00 (UTC+3)       |           | Relatório | Hrádecký 74' (g.c.) · Lukaku 81' | Público: 18 545 Árbitro: GER Felix Brych |